# Slobodan Janković
Slobodan Janković (en serbe : Cлoбoдaн Jaнкoвић) né le 23 décembre 1946 à Belgrade, est un footballeur international yougoslave.

## Biographie
Janković fait ses débuts professionnels en 1966 avec l'Étoile rouge de Belgrade, mais il n'arrive pas à s'imposer et se voit dès la première saison, en étant prêté au FK Sloga Kraljevo (en), puis au NK Maribor. Avec le Sloga Kraljevo, il inscrit 19 buts en deuxième division yougoslave, lors de la saison 1967-1968. Il marque ensuite 11 buts en première division lors de la saison 1969-1970 avec Maribor.
Au vu de ses belles prestations, Belgrade le conserve et Janković parvient à jouer cinq saisons complètes, durant lesquelles il remporte notamment deux championnats de Yougoslavie et une Coupe de Yougoslavie. Il participe avec l'Étoile rouge aux compétitions européennes, disputant notamment onze matchs en Coupe d'Europe des clubs champions pour cinq buts inscrits. Il atteint les demi-finales de la Coupe des clubs champions européens en 1971, en étant battu par le club grec du Panathinaïkos. Il s'illustre également en Coupe de l'UEFA, en étant l'auteur d'un doublé face au FC Lausanne Sports. Il dispute enfin les demi-finales de la Coupe des coupes en 1975.
Lors de l'été 1975, il s'installe en France et signe au RC Lens. Avec le club lensois, il dispute 42 matchs en première division, inscrivant douze buts. Il s'illustre avec un doublé lors de la réception du SC Bastia, le 13 août 1976 (victoire 4-3), puis un triplé lors la venue du Paris Saint-Germain, le 24 septembre de la même année (3-3).
Après deux saisons passées en France, il rentre chez lui et termine sa carrière en Yougoslavie, avec également une pige aux États-Unis de 1979 à 1980.
Le 16 avril 1975, il honore sa première et unique sélection avec la Yougoslavie. Il s'agit d'un match disputé contre l'Irlande du Nord à Belfast. La Yougoslavie s'incline 1-0 dans cette rencontre des éliminatoires de l'Euro 1976.

## Palmarès
Étoile rouge de Belgrade
- Championnat de Yougoslavie (2) :
  - Champion : 1968-69 et 1972-73.

- Coupe de Yougoslavie (1) :
  - Vainqueur : 1970-71.